# 크리스천 보먼

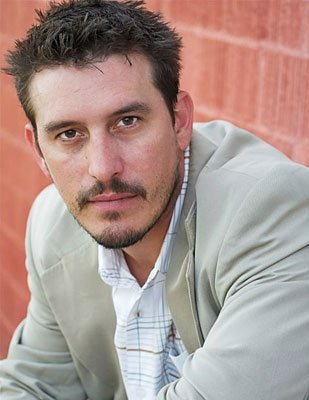

크리스천 보먼(Christian Bowman, 1975년 3월 11일 ~ )은 미국의 배우, 영화 감독, 영화 제작자, 각본가이다.
해리스버그에서 태어났다.

## 출연 작품

### 영화
- 씬 시티: 다크히어로의 부활 (2014)
- Overcome (2018) - 감독, 제작 겸임

### 텔레비전
- 로스트 (2004-05)
- 프리즌 브레이크 (2007-08)